# Embouchure (musique)

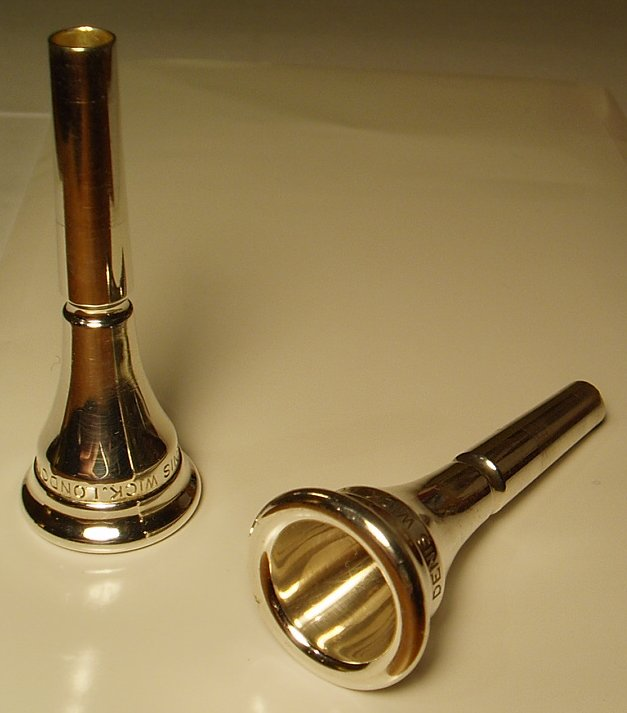
Embouchures de cor d'harmonie.

Pour les articles homonymes, voir Embouchure.
 (décembre 2017).
Si vous disposez d'ouvrages ou d'articles de référence ou si vous connaissez des sites web de qualité traitant du thème abordé ici, merci de compléter l'article en donnant les références utiles à sa vérifiabilité et en les liant à la section « Notes et références ».
En musique, l'embouchure désigne la partie d'un instrument à vent en contact avec les lèvres du musicien, qui est à l'origine de l'émission du son. Par extension, c'est aussi le nom donné à la position de la bouche utilisant l'objet précédent.
L'embouchure se dit mouthpiece en anglais, Mundstück en allemand, boquilla en espagnol. Le terme embouchure désigne également la forme de la bouche, l'attention et le soin que donne le musicien pour produire le son.

## Familles d'instruments

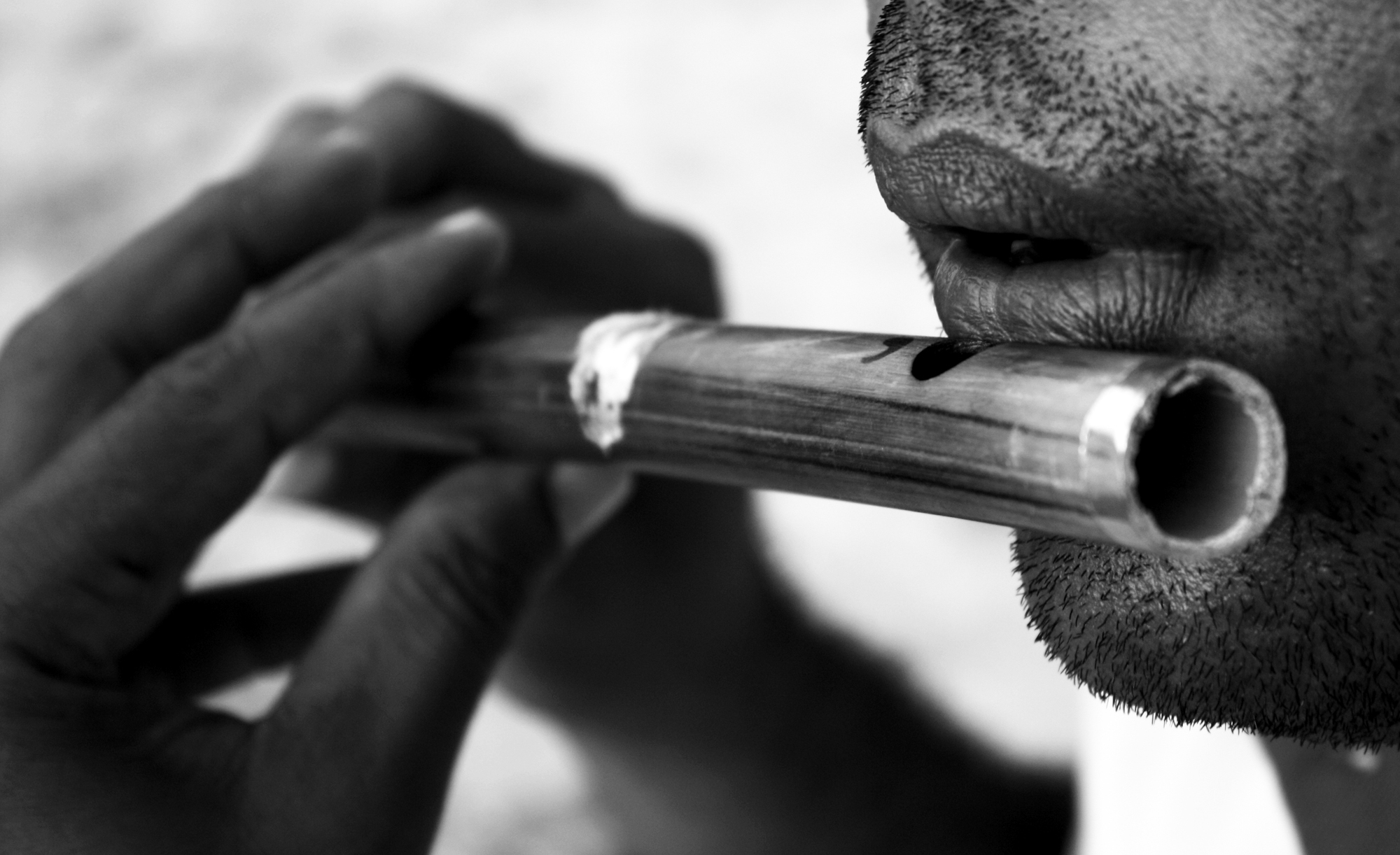
Vue rapprochée d'un flûtiste jouant d'une flûte traversière en bambou, illustrant l'embouchure de l'instrument.

Pour les instruments de la famille des cuivres, l'embouchure désigne la pièce en forme d'entonnoir dans laquelle le musicien fait vibrer ses lèvres pour en émettre un son. L'embouchure est caractéristique de cette famille d'instruments.
Dans la famille des bois, l'embouchure désigne également pour la flûte traversière, la tête de l'instrument et son biseau en contact avec la bouche ou, sur les flûtes traversières modernes, la plaque métallique percée d'un trou ovale. Dans le cas des instruments à anche simple comme la clarinette, l'embouchure est plus souvent appelée « bec ». Dans le cas des instruments à anche double, on trouve différents types d'embouchure:
- anche complètement exposée et contrôlée par le souffle et les lèvres du musicien comme le hautbois ou le basson,
- anche à pirouette comme la chalemie ou le cervelas de la Renaissance,
- anche placée dans une capsule.

### Embouchure avec un bec

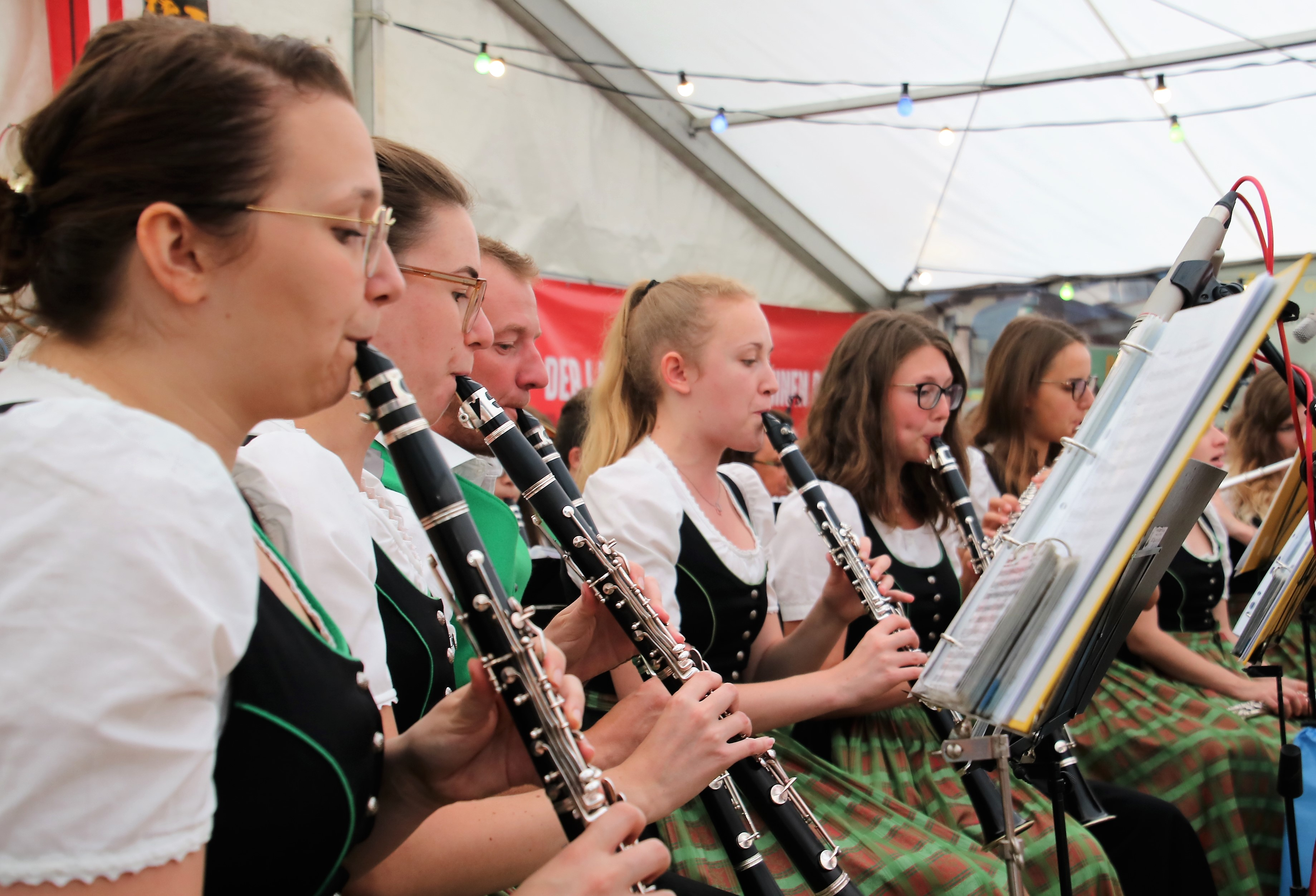
Embouchure avec un bec de clarinette.

Pour un instrument disposant d'un bec et d'une anche simple battante comme la clarinette ou le saxophone, l’embouchure correspond au placement du bec dans la bouche du musicien de façon optimale pour produire un son stable. La technique d'embouchure a évolué au cours des différentes périodes musicales; jusqu'au début du XIXe siècle, l'anche était placée contre la lèvre supérieure et la mentonnière du bec contre la lèvre inférieure enveloppant les dents (à la façon de l'embouchure des hautboïstes, en anglais : double-lip embouchure), puis progressivement le bec a été retourné afin de répondre à des besoins de nuances et d'articulations. Finalement, le musicien a placé directement les dents supérieures sur la mentonnière du bec pour gagner en maitrise du son et des attaques avec la langue tout en reposant l'anche sur la lèvre inférieure recouvrant les dents. L'embouchure consiste également à contrôler les muscles du visage, notamment du menton et des joues, tout en conservant une certaine décontraction et en évitant les fuites d'air autour du bec. L'embouchure est à coordonner par l'instrumentiste avec la colonne d'air venant des poumons, poussée par le diaphragme et contrôlée par la respiration abdominale. La force de l'anche va également influencer l'embouchure et les caractéristiques du son produit. 
L'inclinaison de l'instrument et la légère poussée de l'instrument vers la mâchoire supérieure exercée via le repose-pouce vont également « libérer » la pression sur la lèvre inférieure et l'embouchure.

### Pirouette

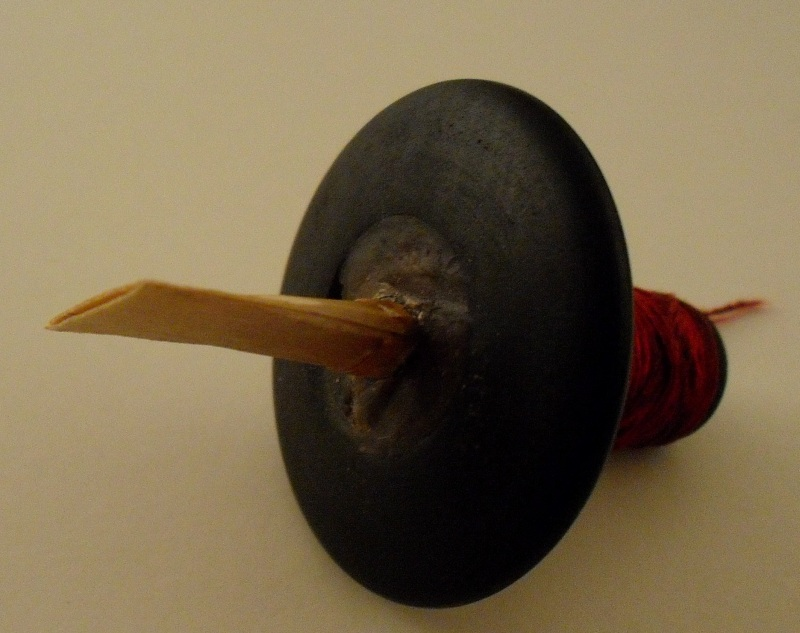
Pirouette de ciaramella.

Une pirouette est un anneau de bois, de cuir, d'os ou de métal fixé au milieu du bocal constituant un repose-lèvre circulaire ou ovale utilisé pour certains instruments européens de la Renaissance à anche double, notamment la chalemie et le cervelas ou pour certains hautbois champêtres. Dans les chalemies à bande, il est porté par le bocal sur laquelle est montée l'anche. Sur la chalemie européenne, la pirouette remplace le disque libre de la zurna orientale, vraisemblablement pour assurer le contrôle labial de l'anche en roseau et faciliter le jeu en respiration circulaire. Le musicien appuie ses lèvres sur la pirouette tout en tenant l'anche dans sa bouche. Cela permet de contrôler l'anche par les lèvres sans affecter sensiblement l'amplitude de sa vibration.

### Capsule d'instruments à anche simple ou double

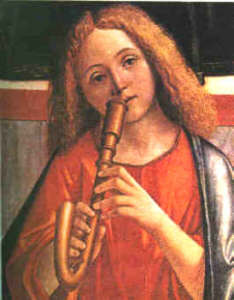
Joueur de tournebout, Vittore Carpaccio, 1510 (détail).

Sur un instrument à anche simple ou double à capsule, la fonction de l'embouchure est simplement de fournir une chambre dans laquelle l'anche peut vibrer, avec un trou à travers lequel l'air peut être envoyé vers l'excitateur. On citera le tournebout, le Schreierpfeife, le Rauschpfeife, le courtaud, le hautbois du Poitou...

## L'embouchure des cuivres
Chaque instrument possède sa propre embouchure, d'une taille qui lui est propre : une embouchure de tuba est plus grosse qu'une embouchure d'euphonium ou de trombone, elles-mêmes plus grosses que celle d'une trompette.

### Matière
Le bois, la corne et l'ivoire sont les matériaux utilisés pour les embouchures des instruments anciens comme le cornet à bouquin ou traditionnels comme le cor des Alpes.
Pour les instruments modernes, l'embouchure est métallique, fabriquée à base d'un alliage de cuivre, le laiton et revêtue d'une couche d'or ou d'argent pour éviter les problèmes d'allergies à certains composants métalliques.
Il existe également des embouchures (appelées aussi, à tort, embouchures « cristal ») en polycarbonate, une matière plastique. Elles sont plutôt rares car elles altèrent le timbre de l'instrument. 
Le plastique et le bois conduisent moins bien la chaleur que le métal, d'où l'intérêt pour des embouchures dans ces matériaux, des musiciens militaires ou fanfares qui doivent souvent jouer à des températures extérieures très basses. Elles permettent de maintenir les lèvres à une température correcte et donc de conserver de la souplesse dans le jeu de l'instrument.  
Il existe aussi pour les instruments graves comme le trombone et le tuba des embouchures dont la cuvette est en ébène, d'un grand confort de jeu.

### Caractéristiques

Coupe d'une embouchure de trompette.

Une embouchure se caractérise par différentes parties, illustrées par le schéma ci-contre, qui ont une influence sur le timbre de l'instrument et sur le jeu de l'instrument. Le diamètre de l'embouchure dépend de l'instrument et des lèvres du musicien.

#### Bord
Le bord de l'embouchure est la partie en contact avec les lèvres. Il est défini par :
- sa largeur (2) ;
- sa forme (3), plate, arrondie ou tranchante ;
- son arête intérieure (4).

La largeur et le profil des bords de l'embouchure assurent le confort du musicien. Un bord large favorise l'endurance au détriment de la souplesse de jeu, améliorée par un bord plus fin.
La trompe de chasse est le seul instrument à utiliser des embouchures à bords tranchants (bords très fins et biseautés). Les bords trop minces sont pourtant à éviter car ils affaiblissent les lèvres en y coupant la circulation sanguine. Ils empêchent également toute souplesse dans le jeu. L'unique intérêt des bords tranchants serait de permettre le jeu à cheval car ils maintiennent fermement l'embouchure sur les lèvres. Cela n'est pas prouvé car la Garde républicaine joue au trot (voire au galop pour la Garde républicaine portugaise) avec des embouchures classiques. La pratique des bords tranchants dans la vénerie relève donc de la tradition.
Quelques ordres de grandeur de l'épaisseur du bord d'une embouchure :
- trompe : environ 1 mm
- cor : environ 3 mm
- trompette et trombone : environ 7 mm
- tuba : environ 10 mm

#### Cuvette
La cuvette de l'embouchure (5) forme une cavité, caractérisée par :
- son diamètre intérieur (1), qui définit le diamètre de l'embouchure ;
- sa profondeur ;
- sa forme, liée à l'angle de l'arête intérieure du bord.

La profondeur de la cuvette joue sur le timbre de l'instrument et sur la facilité d'émettre les notes graves ou aiguës. Plus la cuvette est profonde, plus l'instrument possède un timbre doux et rond, pauvre en harmoniques. L'émission des notes graves est facilitée. En revanche si la cuvette est plus relevée, l'instrument possède un timbre brillant et éclatant, riche en harmoniques. L'émission des notes aiguës est facilitée.

#### Grain
Le grain de l'embouchure se situe au fond de la cuvette et à l'entrée de la queue, dans la partie la plus étroite. Il est caractérisé par son diamètre (6).
Le diamètre de grain influence la résistance de l'air du souffle du musicien. un gros diamètre favorise le volume sonore au détriment de l'endurance. Un grain étroit permet une meilleure endurance et renforce la richesse harmonique du timbre.

#### Queue
La queue de l'embouchure est la partie qui s'insère dans le corps de l'instrument et lui transmet les vibrations. Elle se définit par :
- sa forme interne (7), appelée parfois « cône de queue », caractérisée par un évasement ou une conicité ;
- sa longueur (8).

Le cône de queue participe à une amplification du signal sonore à l'entrée de l'instrument.

Embouchures de formes et de tailles différentes
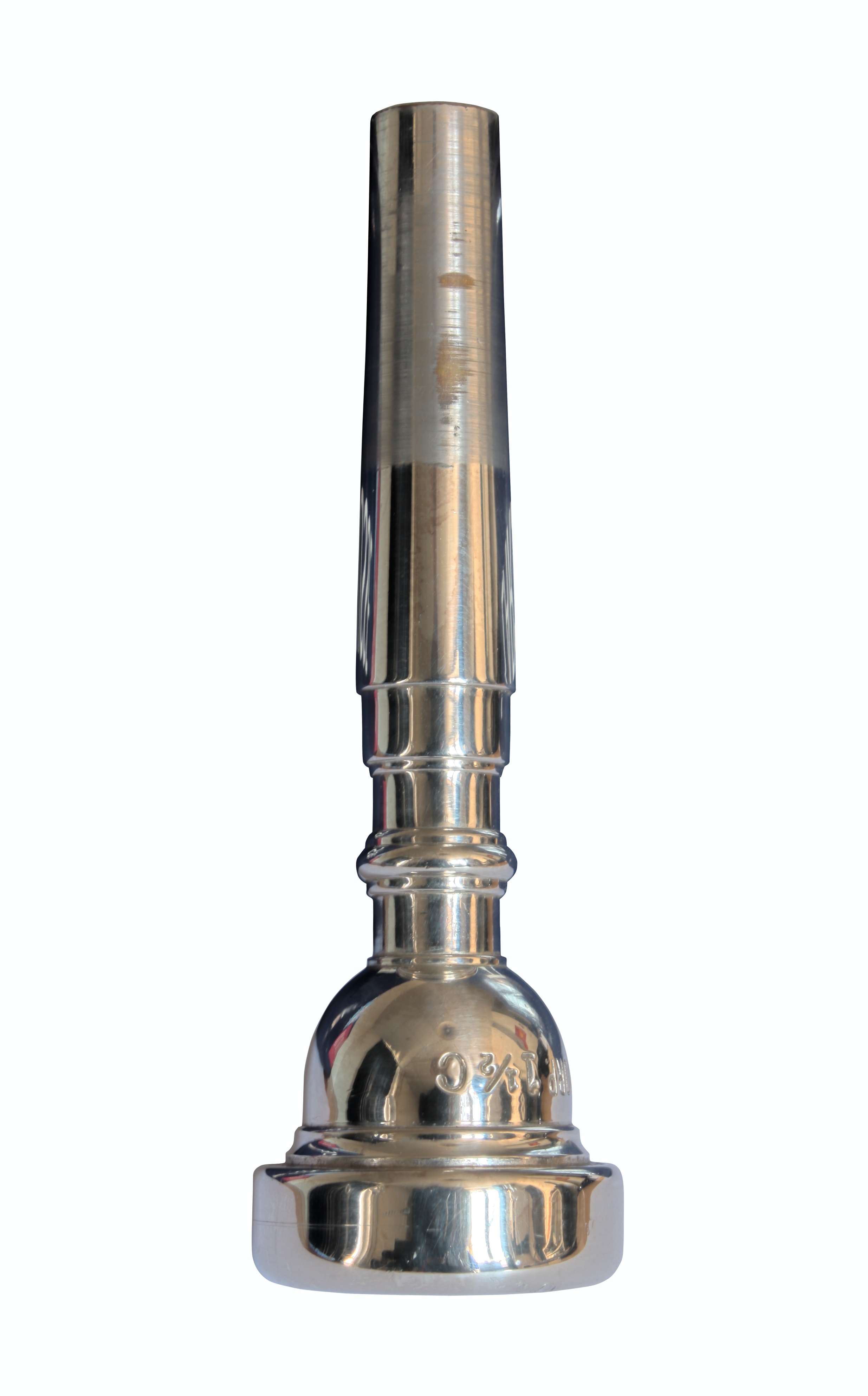
Embouchure de trompette.
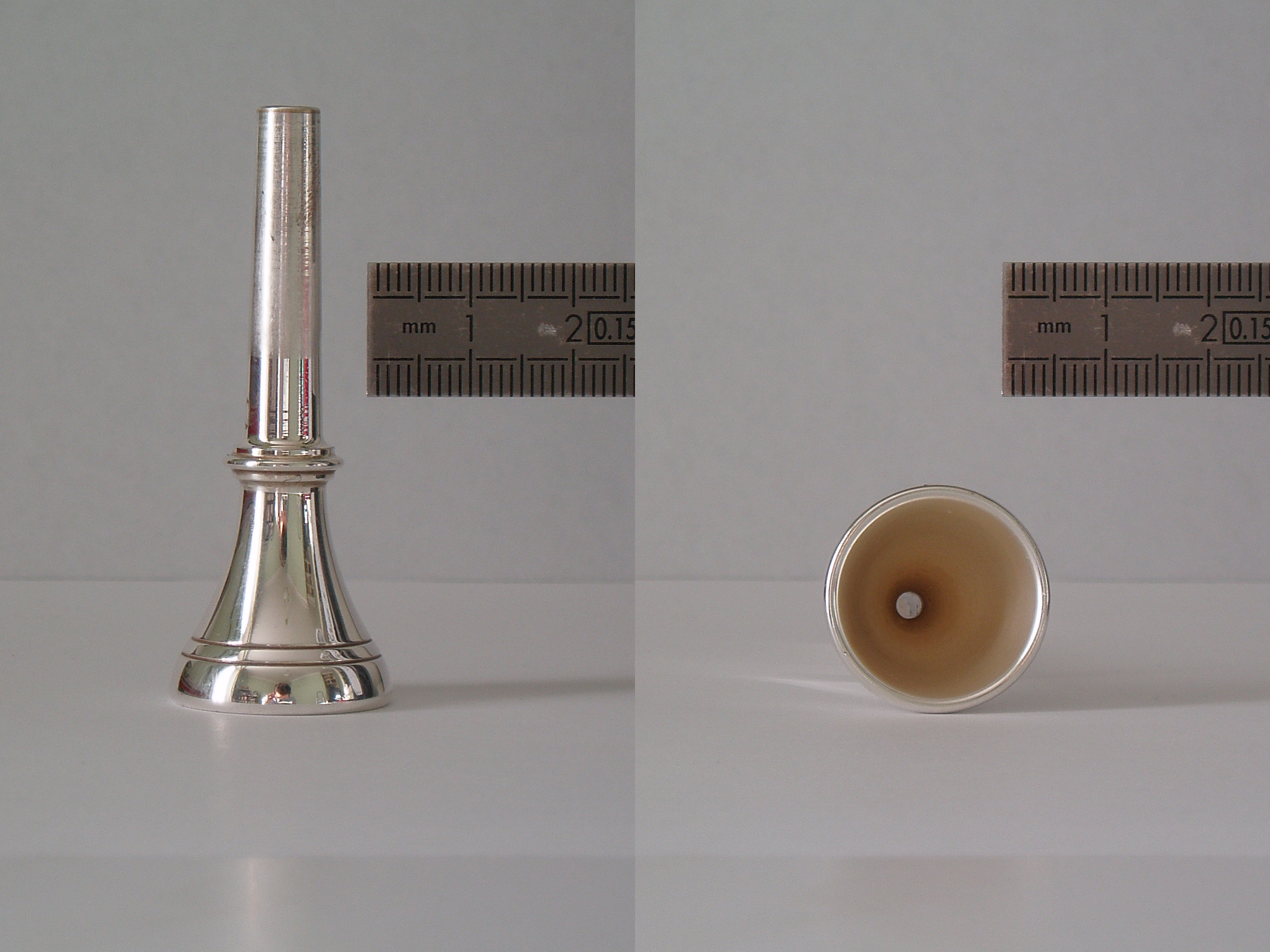
Embouchure de trompe de chasse.
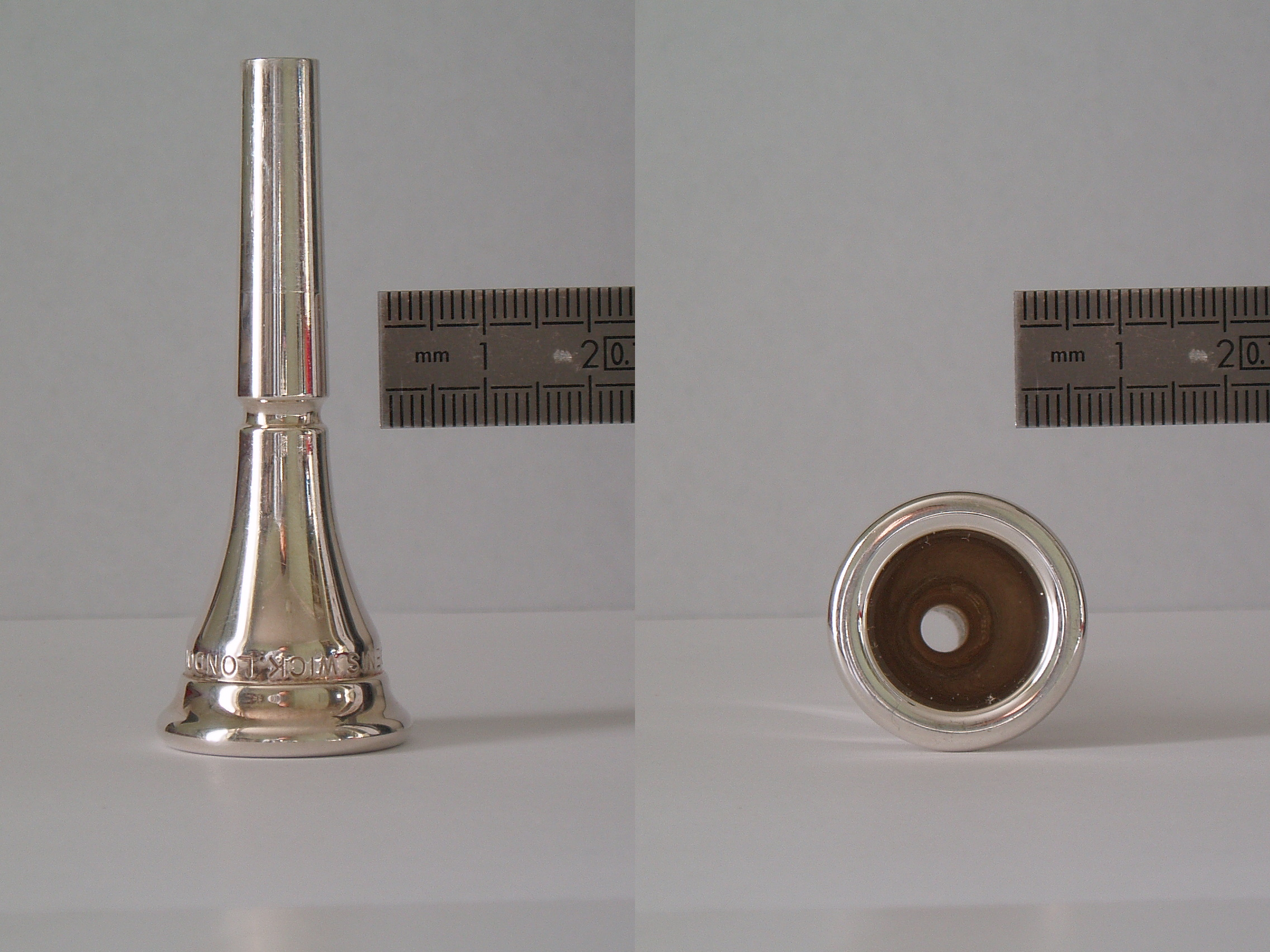
Embouchure de cor.
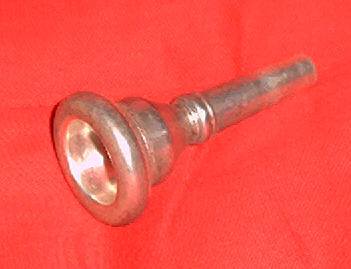
Embouchure de trombone.

### Fabrication

#### Fabrication ancienne
Autrefois, avant l'existence des tours à métaux, les embouchures étaient composées de plusieurs pièces (jusqu'à 7). L'ensemble était assemblé par une brasure. Les bords des embouchures étaient plats[réf. nécessaire].

#### Fabrication moderne
- Les embouchures actuelles sont fabriquées par décolletage dans un bloc de laiton. L'embouchure peut ensuite subir divers traitements comme l'argenture (le plus fréquent), la dorure ou le vernissage. Les embouchures en bois sont également tournées. Les embouchures en plastiques sont, quant à elles, moulées par injection. L'apparition des tours a permis de créer des embouchures à bords arrondis, ce qui participe grandement au confort du musicien et à la pureté du timbre.
- Les embouchures à bords dévissables permettent de combiner plusieurs cuvettes différentes à un ou plusieurs bords. L'intérêt est d'avoir un maximum de configurations possibles avec un minimum de matériel. Le musicien peut donc adapter son embouchure (ou plutôt la cuvette de son embouchure) au registre (aigu ou grave) tout en gardant le bord qui convient à ses lèvres.

### Techniques de jeu
Du fait de l'utilisation d'une embouchure pour produire les sons, il existe des techniques fondamentales communes aux cuivres. Chaque instrumentiste ayant une morphologie et des capacités qui lui sont propres, ces règles peuvent donc souffrir quelques exceptions. Ce qui suit explique ce que fait le musicien, de façon plus ou moins consciente, lors du jeu.
Les cuivres peuvent être considérés comme un simple tube ouvert sans corps vibrant à l'intérieur. La production du son est assurée par la vibration des lèvres dans l'embouchure, qui entraîne la vibration de l'air contenu dans l'instrument et les bronches du musicien (le tout étant appelé « colonne d'air ». L'apprentissage de cette vibration est fondamentale. Les débutants commencent souvent leur apprentissage par des exercices sur embouchure seule.

#### Rôle des lèvres et de l'air
La position des lèvres dépend de la morphologie de chacun. Toutefois, Philip Farkas dans sa thèse « L'art de jouer les cuivres », en observant ses collègues du pupitre des cuivres de l'orchestre symphonique de Chicago a remarqué que, quel que soit l'instrument pratiqué, la lèvre supérieure occupe environ les deux tiers de l'embouchure ; le dernier tiers étant occupé par la lèvre inférieure.
Pour émettre un son, l'exécutant tend ses lèvres sur l'embouchure et les fait vibrer. La note doit être attaquée par un coup de langue. Pour aller dans l'aigu, la vibration doit s'accélérer, en tendant les lèvres et en augmentant la pression d'air. Pour aller dans le grave, il faut desserrer les lèvres et diminuer la pression d'air. Dans le médium grave et dans l'extrême grave, un mouvement de la mâchoire accompagne la détente des lèvres. Ce mouvement d'ouverture écarte les dents et permet à l'air de passer plus facilement.
À noter que pour un musicien expérimenté, la maîtrise de la tension des lèvres se fait inconsciemment: le musicien fait varier la pression de l'air, et la raideur des lèvres s'adapte seule.
La maîtrise du débit d'air permet d'exécuter les nuances allant du pianissimo au fortissimo, nuances qui correspondent, respectivement, aux petits et grands débits d'air.
Combiner les petits débits et les grandes pressions est difficile, la pression ayant tendance à accélérer le débit. Ceci explique alors pourquoi le musicien redoute de jouer piano dans l'aigu. L'oreille humaine étant plus sensible aux notes aiguës, l'homogénéité du son sur la tessiture des instruments à embouchure demande beaucoup d'entraînement.
En fonction des instruments, les exigences physiques varient : plus l'instrument est petit, plus la pression nécessaire est élevée mais moins le débit est important : une trompette nécessite un débit de quelques cL d'air par seconde mais on a mesuré plus de 2 bars dans la bouche de certains trompettistes (Adolf Scherbaum entre autres). À l'opposé, un tuba ou un sousaphone nécessite une pression a peine supérieure à la pression atmosphérique mais un grand débit (en jouant forte il est difficile d'aligner dix notes avec une seule respiration).

#### Rôle de la langue
La langue joue un rôle de clapet. C'est elle qui laisse, ou non, passer l'air. Pour détacher les notes, la langue vient taper sur les dents du haut. Elle doit donc être très rapide et synchronisée avec l'émission des notes pour pouvoir jouer les passages staccato rapides. C'est le fameux « coup de langue ». La langue participe aussi à l'émission des notes graves et aiguës. Ainsi, pour faciliter l'émission de notes graves, la langue se retire au fond de la bouche ; dans l'aigu, la langue monte vers le palais.